# Сільванус Німелі
Сільванус Німелі (англ. Sylvanus Nimely; нар. 4 вересня 1998, Монровія) — ліберійський футболіст, що грає на позиції нападника у клубі «Сурхан» (Термез), а також у збірній Ліберії.

## Клубна кар'єра
Ще з 15 років Сільванус Німелі розпочав грати за столичний ліберійський клуб «Монровія Клаб Брюеріз». У 2014 році перебрався до Чехії, де грав у складі юнацьких команд «Вітковіце», «Карвіна» і «Банік». У вересні 2016 року отримав дозвіл ФІФА на укладення першого професійного контракту, після чого підписав свій перший професійний контракт із клубом «Карвіна». Дебютував у першій команді клубу 30 листопада 2016 року в грі Кубка Чехії проти празької «Дукли», утім це була єдина гра ліберійського форварда за чеський клуб.
Узимку 2017 року Сільванус Німелі прибув на перегляд до московського «Спартака», і 24 лютого підписав контракт із російським клубом строком на 4,5 років. 19 березня 2017 року Німелі зіграв перший офіційний матч за «Спартак-2» у першості ФНЛ проти московського «Динамо». У московському клубі ліберійський футболіст переважно грав за другу команду в першості ФНЛ, за яку зіграв 93 матчі, в яких відзначився 20 забитими м'ячами. Натомість у головній команді «Спартака» Німелі зіграв лише один матч 29 жовтня 2018 року, вийшовши на заміну в матчі Прем'єр-ліги проти казанського «Рубіна» замість Соф'яна Ганні У 2020 році ліберійський нападник перейшов до хорватського клубу «Гориця», а наступного року став гравцем фінського клубу «Ільвес». У 2022—2023 роках Німелі грав у складі іншого хорватського клубу «Солін». З 2023 року футболіст грає у складі узбецької команди «Сурхан» з Термеза.

## Виступи за збірну
7 вересня 2013 року Сільванус Німелі дебютував у складі збірної Ліберії в матчі проти збірної Анголи в матчі кваліфікаційного раунду до чемпіонату світу 2014 року. У складі збірної зіграв 12 матчів, у яких відзначитися забитими м'ячами ме зумів.

## Титули і досягнення
- Володар Суперкубка Росії (1):

Спартак (Москва): 2017